# Bethany Township (Missouri)
Pour les articles homonymes, voir Bethany Township.
Bethany Township est un township du comté de Harrison dans le Missouri, aux États-Unis,.
Le township est baptisé en référence à la ville de Bethany.

## Source de la traduction
- (en) Cet article est partiellement ou en totalité issu de l’article de Wikipédia en anglais intitulé « Bethany Township, Harrison County, Missouri » (voir la liste des auteurs).